# Рік і Морті (комікс, 2024)
Rick and Morty (укр. Рік і Морті) — українське видання американської серії коміксів за мотивами однойменного анімаційного серіалу, яке випускало видавництво Artbooks. Перший випуск вийшов у серпні 2024 року, випуск припинено у 2025 році.

## Історія

### Оригінальний випуск
Rick and Morty — це американська серія коміксів, написана Заком Ґорманом (томи 1–2), Кайлом Старксом (томи 3–12) та Алексом Файрером (томи 13–14), проілюстрована Марком Еллербі. Комікси засновані на однойменному телевізійному серіалі. Видавництво Oni Press випускало оригінальну серію протягом 60 випусків з 1 квітня 2015 року до 25 березня 2020 року.
Використовуючи концепцію альтернативних часових ліній, закладену у телевізійному серіалі, перші два томи розповідають про Ріка та Морті з іншого виміру (C-132) у «Центральній скінченній кривій», щоб не суперечити основній сюжетній лінії серіалу. Після цього, починаючи з арки «Head-Space» (випуски №12–14) у третьому томі, комікс зосереджується на Ріку (C-137) та Морті з телевізійного серіалу. Тут з'являються продовження сюжетних ліній окремих епізодів, а елементи коміксів та посилання на їх події згодом інтегрувалися в сюжет серіалу.
Додаткові історії серії варіюються між фокусом на Ріку (C-137) та його Морті, а також різними Ріками і Морті з альтернативних вимірів. У певний момент під час фінального тому основна сюжетна лінія зміщується на ще одну версію Ріка та Морті.
У жовтні 2022 року було анонсовано відродження Rick and Morty, прем'єра якого відбулася у січні 2023 року. Нові випуски стали продовженням обмеженої серії Rick's New Hat і створюються новою командою авторів.

### Локалізований випуск
У серпні 2024 року видавництвом Artbooks були випущені перші чотири номери коміксу. Згодом, у січні 2025 року, читачі отримали можливість ознайомитися з наступними випусками, а саме з номерами 5–8. Окрім цього, в цей же період відбувся реліз спеціального збірника в твердій обкладинці під назвою «Рік і Морті. Том 1», який об'єднує перші п’ять випусків серії, надаючи фанатам можливість придбати їх у зручному форматі. Усі корінці серії разом утворять гарну цілісну картинку на книжковій полиці, додаючи колекції естетичної привабливості.
У серпні 2025 року видавництво повідомило, що через завершення дії ліцензії, високу вартість її продовження та наслідки війни випуск україномовних коміксів «Рік та Морті» припинено. 

## Список коміксів
| №     | Назва | Дата виходу                     |
| Том 1 | Том 1 | Січень 2025                     |
| ----- | --- | ------------------------------- |
| 1     | Шабулдись-марамись на Волл-стрит, частина 1 / Феєрія Саммер, частина 1 - The Wubba Lubba Dub Dub of Wall Street, Part One / Summer Spectacular, Part One                                                     | серпень 2024 - 1 квітня 2015    |
| 2     | Шабулдись-марамись на Волл-стрит, частина 2 / Феєрія Саммер, частина 2 - The Wubba Lubba Dub Dub of Wall Street, Part Two / Summer Spectacular, Part Two                                                     | серпень 2024 - 13 травня 2015   |
| 3     | Шабулдись-марамись на Волл-стрит, частина 3 / Рік і Морті: Подорож до альтернативного всесвіту - The Wubba Lubba Dub Dub of Wall Street, Part Three / Rick and Morty in: Adventure to an Alternate Universe! | серпень 2024 - 17 червня 2015   |
| 4     | Шабулдись-марамись на Волл-стрит, частина 4 / Інтерлюдія з Джеррі - The Wubba Lubba Dub Dub of Wall Street, Part Four / An Interlude With Jerry'                                                             | серпень 2024 - 22 червня 2015   |
| 5     | Мортяйки / Представляємо... Бет і ще Бет - Morty and Rick in: Mort-Balls! / Introducing...Beth and the Beths!                                                                                                | січень 2025 - 19 серпня 2015    |
| Том 2 | Том 2 | проєкт закритий                 |
| 6     | Випуск 6 - Ball Fondlers Special | січень 2025 - 30 вересня 2015   |
| 7     | Випуск 7 - The Rickfinity Crisis, Part One / Dream a Little Dream of Me ' | січень 2025 - 28 жовтня 2015    |
| 8     | Дуже затишний Різдвець - A Very Special Blumbus / A Blumbus Carol | січень 2025 - 25 листопада 2015 |